# میاکو ایتو
میاکو ایتو (انگلیسی: Miyako Itō؛ ۲۳ فوریهٔ ۱۹۶۹ – ) صداپیشه اهل ژاپن بود.